# 하와이 은행

하와이 은행(Bank of Hawaii) 또는 하와이 은행 공사(하와이어: Panakō o Hawai'i, 약칭 BOH, Bank of Hawaii Corporation)는 하와이 호놀룰루에 본사를 둔 지역 상업 은행이다. 이 은행은 하와이에서 두 번째로 오래된 은행이자 의결권 있는 주주의 대다수가 주 내에 거주한다는 점에서 최대 규모의 현지 소유 은행이다. 하와이 은행은 주 내 모든 금융 기관 중 가장 많은 계좌, 고객, 지점 및 ATM을 보유하고 있다(제1하와이은행은 더 많은 예금을 보유하고 있음). 이 은행은 소매 금융, 상업 은행, 투자 서비스 및 재무의 4개 사업 부문으로 구성된다. 현재 은행은 회장, 사장, 최고경영자(CEO)인 피터 S. 호(Peter S. Ho)가 주도하고 있다.

## 시작
1893년 찰스 몬테규 쿡(Charles Montague Cooke, 1849~1909)은 그의 처남인 조셉 발라드 애서튼(Joseph Ballard Atherton) 및 비즈니스 파트너인 피터 쿠시먼 존스(Peter Cushman Jones)와 함께 하와이 은행을 설립했다. 1897년에 제임스 A. 킹(James A. King) 내무장관이 하와이 공화국에서 인가를 받았다. 창립 10년 후인 1903년에 이 은행은 카우아이에 첫 번째 지점을 개설했다. 1922년에 은행은 4개의 지점을 보유한 제1 힐로 은행(First Bank of Hilo)을 인수했다. 1930년에는 마우이 은행(Bank of Maui)과 합병되었다.